# Ерік Волронд
Ерік Дервент Волронд (18 грудня 1898 — 8 серпня 1966) — афро-карибський письменник і журналіст доби Гарлемського відродження. Народився у Джорджтауні, Британська Гвіана, син матері з Барбадосу та батька з Гаяни, Волронд багато подорожував, у дитинстві переїхав жити на Барбадос, а потім у Панаму, Нью-Йорк і, зрештою, до Англії. Він зробив значний внесок у літературу, його найвідомішою книгою стала «Tropic Death», опублікована у Нью-Йорку у 1926 році, коли йому було 28; вона залишається у друку сьогодні як класику свого періоду.

## Молодість й освіта
Ерік Волронд народився у Джорджтауні, Британська Гвіана: його мати походить з Барбадосу, а батько з Гаяни. Коли Еріку було вісім років, батько кинув сім'ю. У 1906 році він переїхав з матір'ю Рут до родичів на Барбадос, де відвідував школу для хлопчиків, у 1911 році, під час будівництва Панамського каналу, переїхав до батька до Панами. Тут Волронд закінчив середню освіту, опанувавши іспанську та англійську мови на високому рівні. Після навчання на секретаря та стенографіста він працював клерком у відділі охорони здоров'я Комісії каналів у Кристобалі та репортером газети «Панама стар-геральд». У 1918 році він переїхав до Нью-Йорка, де навчався у Колумбійському університеті, де серед його викладачів була американська письменниця Дороті Скарборо. Він був членом братства Alpha Phi Alpha.

## Письменник Гарлемського відродження
У Нью-Йорку Волронд спочатку працював секретарем лікарні, швейцаром і стенографістом. Його утопічний етюд про об'єднану Африку «A Senator's Memoirs» (1921) отримав премію, спонсоровану Маркусом Гарві. З 1921 до 1923 рік Волронд був редактором і співвласником афроамериканського тижневика «Бруклін і Лонг Айленд інформер». Потім він отримав посаду помічника редактора (1923—1925) журналу «Негро ворлд», газети Гарві Всесвітньої асоціації покращення становища негрів. Згодом він став протеже директора Національної міської ліги Чарльза С. Джонсона. Між 1925 і 1927 роками він був співробітником і бізнес-менеджером журналу Urban League's «Opportunity», який заснували у 1923 році для привертання уваги афроамериканських авторів до мистецтва та політики 1920-х років. Він також писав для «Смарт сет», «Нью репаблік», «Веніті феа», «Негро ворлд». Ерік Дервент Волронд опублікував своє перше оповідання «The Palm Porch», у якому описується бордель у зоні каналу, де розгортається безжальна змова з метою захоплення землі. Серед його оповідань «On Being Black» (1922), «On Being a Domestic» (1923), «Miss Kenny's Marriage» (1923), «The Stone Rebounds» (1923), «Vignettes of the Dusk» (1924), «The Black City» (1924) і «City Love» (1927) — рік, коли Дюк Еллінгтон розпочав свою кар'єру в Нью-Йорку та заснував «Гарлем Глобтроттерс». Два роки поспіль (1928 і 1929) Волронд отримував грант Ґуґґенгайма за художню літературу.
Найбільш визначним доробком його творчості є книга «Tropic Death», яка вийшла у нью-йоркському видавництві Boni & Liveright у 1926 році. У ній зібрано 10 оповідань, принаймні одне з яких раніше було опубліковано в невеликих журналах. До цього він опублікував інші оповідання, а також ряд нарисів. Вчений Кеннет Рамчанд описав книгу Волронда як «приголомшливу» роботу уяви; інші описували як «імпресіоністичну» та «часто телеграфною», що відображає його використання коротких речень. Наступний уривок з оповідання «Subjection» ілюструє його більш ліричний стиль оповіді:
Ветхе тіло, темне у неприємних плямах, які оголювали його, підстрибнуло, покрутилося й упало під ударом білого кия. Залишивши вм'ятину у твердій заплямованій землі. Самотній колосок лежав безживний і зрілий, як якийсь виснажений листочок чи цвіт, наполовину прикріплений до дерева, з якого він виріс. Лише липке молоко, що заливало його, було багряним, фарбуючи багряним пил і землею.
Велика частина діалогів між персонажами Волронда написана з використанням діалектів з багатьох різних мов, заснованих на англійській мові, для зображення різноманіття персонажів, пов'язаних із панкарибською діаспорою.

## Подальше життя в Англії

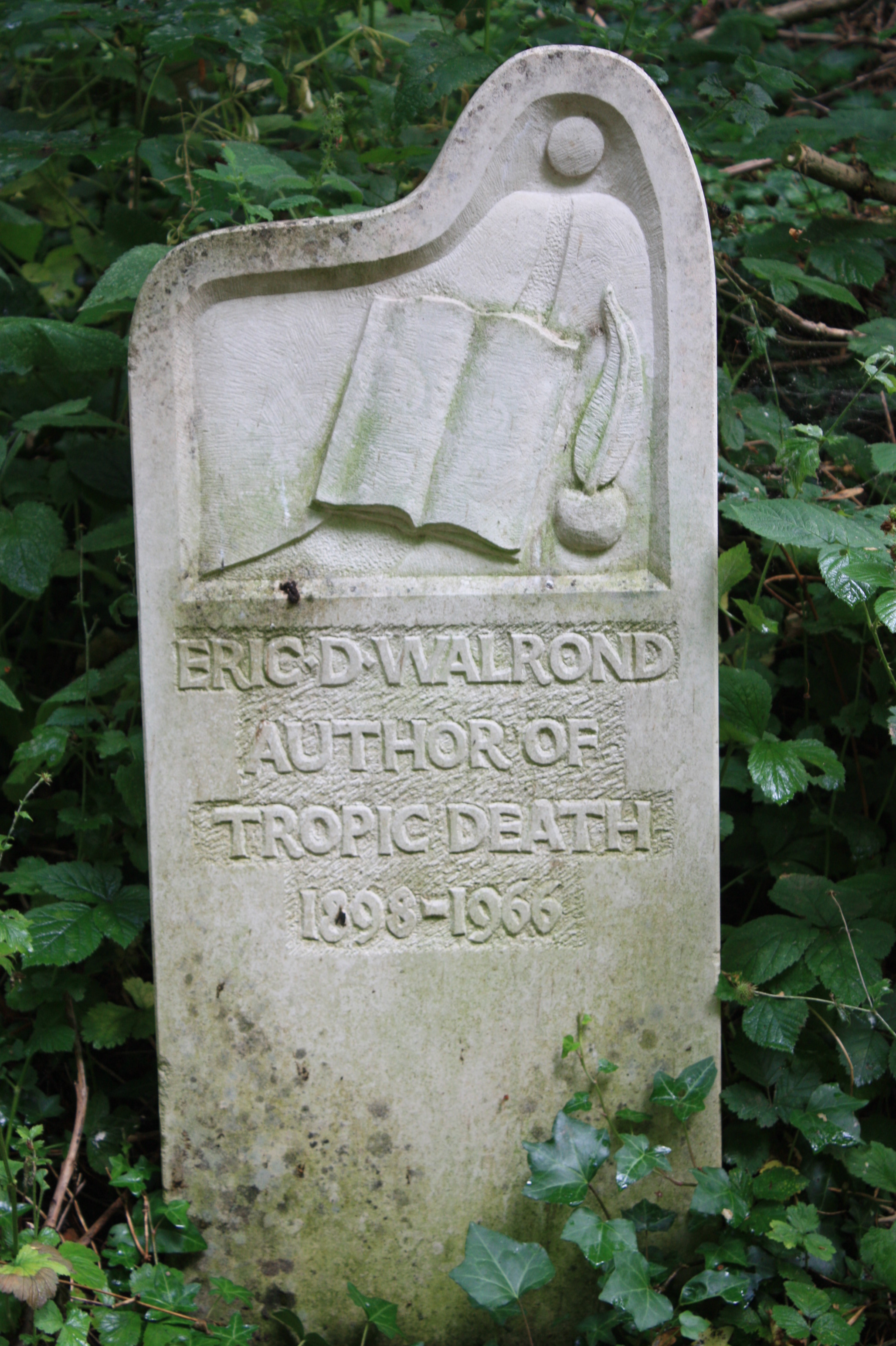
Могила Еріка Волронда, цвинтар Абні Парк, Лондон

Після десятиліття в Америці Волронд виїхав до Англії, де він познайомився з англійськими письменниками та художниками 1930-х років, зокрема Вініфредом Голтбі. У подальшому житті він час від часу продовжував використовувати свої редакторські здібності, працюючи бухгалтером. З 1939 до 1952 рік він жив на Айві-Террас, Брадфорд-он-Ейвон, Вілтшир, працюючи на заводі Avon Rubber у Мелкшем. Однак у 1952 році він сам звернувся до психіатричної лікарні у Девайзісі і перебував там до 1957 року. Після того, як він залишив лікарню, він брав участь у театральній постановці у лондонському театрі «Королівський двір» після расових заворушень у Ноттінг-Гіллі 1958 року. Крім того, він займався постановкою літературного твору «Masks of Arcady». Роберт Боун, дослідник американської літератури та професор англійської мови в Колумбійському університеті, розповів про виставу у своєму «CLA Journal».
8 серпня 1966 року у віці 67 років він втратив свідомість на вулиці у центрі Лондона. У лікарні його оголосили мертвим. 17 вересня після розтину його поховали на цвинтарі Ебні-Парк, Сток-Ньюінгтон. Його могила знаходиться на краю стежки у південній частині.
Його смерть сталася, коли він жив у важких умовах, його ранній літературний доробок отримав ширше визнання, що відображено у «Winds Can Wake up the Dead…» і «The Penguin Book of Caribbean Short Stories», обидві опубліковані у 1990-х роках, «In Search of Asylum» (2011) і в біографії Джеймса Девіса 2015 року. Однак у той час смерть письменника була відносно непоміченою, хоча Арна Бонтом написав про його смерть від п'ятого серцевого нападу у листі до Ленгстона Г'юза від 1 вересня 1966 року. Волронду присвячений відомий вірш графині Каллен «Incident».

## Вибіркова бібліографія
Романи
- Tropic Death, Нью-Йорк: Boni &amp; Liveright, 1926.

Антології
- Parascandola, Louis J. (ред.), Winds Can Wake Up the Dead: an Eric Walrond Reader, Wayne State University Press, 1998.
- Parascandola, Louis J., and Carl A. Wade (eds), In Search of Asylum: the Later Writings of Eric Walrond, University Press of Florida, 2011

## Подальше читання
- Berry, Jay A., «Eric Walrond», in Trudier Harris and Thadious M. Davis (eds), Dictionary of Literary Biography: Afro-American Writers from the Harlem Renaissance to 1940, Vol. 51, Cengage Gale, 1986, pp. 296–300.
- Brittan, Jennifer. «The Terminal: Eric Walrond, the City of Colón, and the Caribbean of the Panama Canal.» American Literary History 25.2 (2013): 294—316.
- Davis, James. Eric Walrond: A Life in the Harlem Renaissance and the Transatlantic Caribbean (2015), ISBN 978-0-231-15784-1
- Gable, Craig. Ebony Rising: Short Fiction of the Greater Harlem Renaissance.
- Lewis, David Levering, When Harlem Was in Vogue, Penguin Books, 1997.
- Markham, E. A. (1996). The Penguin Book of Caribbean Short Stories.
- Parascandola, Louis J., and Carl A. Wade (eds), Eric Walrond — The Critical Heritage. University of the West Indies Press, 2012. ISBN 9789766402952.
- Farrison, W. Edward. CLA Journal, vol. 20, no. 1, 1976, pp. 135–140. JSTOR, www.jstor.org/stable/44329234.